# Свети Георги (Сандански)
Вижте пояснителната страница за други значения на Свети Георги.
„Свети Георги“ е българска църква, главен храм на град Сандански (до 1949 година Свети Врач), България, част от Неврокопската епархия на Българската православна църква.
Парцелът е осигурен в края на 20-те години на XX век от народния представител Атанас Хаджипопов. Според архитектурния план, дело на архитект Огнянов, църквата е умалено копие на патриаршеската катедрала в София „Свети Александър Невски“. В 1938 година е положен основният камък на църквата. По време на Втората световна война строежът спира. Опитът за подновяване на строежа в 1948 година среща съпротива на комунистическата власт, която планира да усвои парцела. Църквата е завършена при наместничеството на митрополит Филарет Ловчански и е осветена на 2 ноември 1952 година. Изписана е в периода 1964 – 1967 година от художника Николай Шелехов. Иконите на иконостаса са на Христо Апостолов.
Църквата е дълга 32 метра и е широка 8 метра. Достига до 20 метра височина и е с мраморен цокъл.